# Route nationale 7 (Croatie)
Pour les articles homonymes, voir Route nationale 7 et D7.
La route nationale 7 (en croate Državna cesta D7), abrégée D7 est une route nationale qui s'étend de Duboševica, à la frontière hongroise au nord via Beli Manastir, Osijek, Đakovo et se terminant au poste frontière de Slavonski Šamac au sud. Elle est longue de 115,2 km.